# Hawd
Hawd je u islamskoj mitologiji izvor Proroka Muhameda koji će se pojaviti na Sudnjem danu. Izvor ima za cilj napojiti sve žedne istinske Muhamedove sljedbenike. Naime, prema Muhamedu, svi ljudi će nakon proživljenja, a prije suđenja i vaganja djela na Mizanu, biti nevjerojatno žedni. Također, bit će toliko vruće, da će svatko prema svojim zaslugama kupati u vlastitom znoju, tako da će nekima meleki praviti hlad da se ne bi znojili, dok će se drugi gušiti u znoju. Vladat će pomama za vodom, a Hawd je na dohvat ruke, tako da će ga čuvati meleki s vatrenim štapovima, kojima će odbijati one koji nisu Muhamedovi sljedbenici.
Prema Muhamedu, Hawd je izvor koji daje vodu bjelju od snijega, a slađu od mlijeka pomiješanog s medom. (Otuda izraz "kao med i mlijeko".) Kada se netko napije te vode, nikada više neće biti žedan. Miris te vode se osjeti u krugu od 40 godina pješačenja. Vodotok Hawda dug je 6.000 km, no svejedno će vladati velika gužva za vodu. 